# John Nash
John Forbes Nash, Jr. (Bluefield, 13 giugno 1928 – Monroe, 23 maggio 2015) è stato un matematico statunitense, tra i più brillanti e originali del Novecento. Con i suoi studi di matematica applicata alla teoria dei giochi ricevette il premio Nobel per l'economia nel 1994.
Matematico puro, era dotato di un'abilità fuori dal comune nell'affrontare i problemi da un'ottica nuova trovando soluzioni eleganti a problemi complessi, come quelli legati all'immersione delle varietà algebriche, alle equazioni differenziali paraboliche alle derivate parziali e alla meccanica quantistica, gli è stato conferito (unitamente a Louis Nirenberg) anche il premio Abel 2015 «per i sorprendenti e fondamentali contributi alla teoria delle equazioni differenziali alle derivate parziali non lineari e alle relative applicazioni all'analisi geometrica».
Nel 1959 inizia a soffrire di schizofrenia che a lungo deve curare in ospedali psichiatrici. Dopo il 1970 la sua salute comincia a migliorare permettendogli di tornare al lavoro accademico a metà anni '80. 
La sua malattia e il recupero sono raccontati nel libro di Sylvia Nasar Il genio dei numeri del 1998 e successivamente nel film (liberamente ispirato al libro) A Beautiful Mind del 2001, diretto da Ron Howard, in cui Nash viene interpretato dall'attore Russell Crowe.

## Biografia

### L'infanzia
John Forbes Nash, Jr. nacque nel 1928 a Bluefield, nella Virginia Occidentale, da John Forbes Nash, Sr. e da Margaret Virginia Martin. Il padre, nato nel 1892 in Texas, era un ingegnere elettrico presso la Appalachian Electric Power Company, mentre Margaret Virginia Martin era un'insegnante che insegnò inglese, francese, tedesco e latino al Martha Washington College e all'università del West Virginia, diplomandosi a 16 anni. Quando si separò dal marito, prese a lavorare come amministratrice per il Baylor College di Belton, mantenendo da sola la famiglia. John Sr., rimasto senza padre, trovò conforto nelle scienze, frequentò una scuola propedeutica nell'esercito e si iscrisse alla facoltà di ingegneria elettrotecnica della Texas A&M University, dove si laureò.  Durante la seconda guerra mondiale prestò servizio come tenente nella logistica del 144º Reggimento fanteria in Francia. Al ritorno insegnò per un anno ingegneria all'università del Texas, dopodiché lavorò per l'Appalachian Power Company di Bluefield per i successivi trentotto anni. 
John Nash, Jr. già da piccolo rivelò un carattere solitario, introverso e un po' stravagante. Chi lo conobbe lo descrisse come un ragazzo singolare, più interessato ai libri che al gioco con i coetanei. Il clima familiare, tuttavia, era sostanzialmente sereno e i genitori non mancavano di dimostrargli il loro affetto; la madre gli aveva insegnato a leggere quando John aveva 4 anni. Dopo qualche anno nacque la sorella Martha. Grazie a lei Johnny, come veniva chiamato in famiglia, riuscì a integrarsi un po' di più con i coetanei, riuscendo anche a farsi coinvolgere nei giochi usuali dell'infanzia. Tuttavia, mentre gli altri tendevano a giocare insieme, Johnny preferiva rimanere per conto proprio in salotto a leggere libri. Il padre inoltre lo trattava da adulto, fornendogli libri di scienza anziché libri per l'infanzia. I genitori, quando aveva 8 anni, lo spingevano verso attività sociali, come mandarlo al campeggio dei boy scout, alle lezioni domenicali di catechismo, alla scuola di danza e alla John Alden Society, una scuola di galateo. In quarta elementare prese il suo primo sette in matematica. All'età di 14 anni lesse il libro I grandi matematici di Eric Temple Bell, dove in particolare il teorema di Fermat sui numeri primi catturò la sua curiosità e lo spinse a escogitarne una dimostrazione.
Anche la sua frequenza scolastica fu problematica, perlomeno inizialmente. Gli insegnanti non si accorsero del suo genio e dei suoi talenti; anzi, la sua mancanza di abilità sociali lo mise in cattiva luce nei confronti del corpo docente. Nash era probabilmente annoiato dalla scuola, un caso non raro, visto che anche una personalità come Albert Einstein era altrettanto insofferente verso le tradizionali istituzioni scolastiche.

### Gli anni del liceo
Al liceo, invece, la sua superiorità intellettuale sui compagni gli servì soprattutto per ottenere considerazione e rispetto. Ottenne una prestigiosa borsa di studio, la George Westinghouse Scholarship, e si recò nel 1945 a Pittsburgh, all'Università Carnegie Mellon, per studiare ingegneria chimica. Appena dopo sei mesi, però, il suo interesse per la matematica lo allontanò dalla chimica. Su consiglio del direttore del dipartimento di matematica John Lighton Synge e di altri professori, John cambiò indirizzo, scegliendo matematica. In questo campo mostrò abilità eccezionali, specialmente nella soluzione di problemi complessi.
Frequentò il corso di topologia di Albert Tucker e i corsi di calcolo tensoriale e relatività tenuti da Synge. I professori lo spinsero verso la carriera accademica.
Al di fuori di questo ambito, invece, si comportava in modo sempre più eccentrico. Non riuscì a instaurare rapporti di amicizia né con donne né con uomini. I suoi compagni di università lo consideravano strano e socialmente inetto.
Partecipò due volte alla William Lowell Putnam Mathematical Competition, un premio molto ambito, ma non riuscì ad arrivare tra i primi cinque e fu per lui una grande delusione, di cui parlerà anche dopo vari anni.
Quando frequentava il corso di ricerca operativa di Richard Duffin, nell'autunno del 1947, dopo una lezione Nash si mise a parlare del teorema di Brouwer e lo dimostrò usando il metodo per assurdo. Nash tentava di risolvere i problemi mettendoli in numeri come faceva Ramanujan.
Si laureò in matematica nel 1948 e ricevette offerte di borsa di studio per un dottorato dalle Università di Harvard, Princeton, Chicago e Michigan. Solomon Lefschetz, direttore della facoltà di Princeton, gli offrì la John S. Kennedy, la borsa di studio più prestigiosa del dipartimento, di 1.150 dollari all'anno, che coprivano 450 dollari per i corsi, 200 dollari per l'affitto della camera, 14 dollari a settimana per i pasti e per le spese. Nash scelse Princeton, dove entrò nel settembre del 1948. A Princeton insegnavano, fra gli altri, Albert Einstein e John von Neumann. Nella lettera di presentazione che Nash portò a Princeton, vi era scritta solo una frase, scritta dal rettore: «Quest'uomo è un genio».

### Gli anni a Princeton
A Princeton nel 1948, Nash ebbe subito grandi aspirazioni in campo matematico, dimostrando una vasta gamma di interessi nella matematica pura: topologia, geometria algebrica, teoria dei giochi e logica. Non gli interessava dedicarsi a una teoria, svilupparla, tessere rapporti con altri specialisti, eventualmente fondare una scuola: desiderava invece risolvere un problema con le sue forze e i suoi strumenti concettuali, cercando l'approccio più originale possibile.
Nel 1949, mentre studiava per il suo dottorato, Nash stabilì i principi matematici della teoria dei giochi e scrisse un saggio che 45 anni più tardi gli sarebbe valso il Premio Nobel per l'economia. Un suo collega, Peter Ordeshook, scrisse:
(Peter Ordeshook)
Il 2 settembre 1952 Nash conobbe Eleanor Stier con la quale ebbe un figlio, John David Stier, che nacque il 19 giugno 1953, ma non la volle sposare. Nash non volle neppure aiutarla economicamente e non riconobbe il figlio, anche se si occupò saltuariamente di lui e in tarda età gli offrì di dargli il proprio cognome, cosa che John David rifiutò.
Nell'estate del 1954, Nash fu arrestato in un'operazione di polizia contro gli omosessuali. Fu licenziato dalla RAND Corporation.
Nel 1957 visitò il Courant Institute, dove incontrò Louis Nirenberg, che lo introdusse ad alcuni problemi sulle equazioni differenziali alle derivate parziali. In questo campo ottenne un risultato straordinario, legato a uno dei famosi problemi di Hilbert, per il quale avrebbe potuto essere premiato con la medaglia Fields. Tuttavia il matematico Ennio De Giorgi, di cui Nash ignorava i risultati, aveva già risolto lo stesso problema pochi mesi prima in maniera indipendente. Al conferimento del Nobel, lo stesso Nash dichiarò: «Fu De Giorgi il primo a raggiungere la vetta».
Cominciò anche a occuparsi delle questioni legate all'interpretazione della meccanica quantistica: anni dopo dichiarò che probabilmente l'impegno che mise in questa impresa fu causa dei suoi primi disturbi mentali.
Nel febbraio del 1957, a Washington, Nash sposò Alicia Larde, una studentessa che assisteva a una sua lezione al MIT.
Nel 1958, Nash fu segnalato dalla rivista Fortune per la teoria dei giochi, la geometria algebrica e la teoria non lineare, definendolo il più brillante matematico della giovane generazione, che lavorava tanto nel campo della matematica pura quanto in quello della matematica applicata.

### La schizofrenia
Nash e i suoi familiari dovettero convivere con la schizofrenia per più di trent'anni. Con i ricoveri cominciò un periodo lunghissimo della sua vita, in cui alternò momenti di lucidità, durante i quali riusciva a lavorare, raggiungendo risultati assai significativi anche se non del livello dei suoi precedenti, a crisi in cui la sua salute mentale sembrava seriamente deteriorata. Allucinazioni ricorrenti riguardavano la visioni di messaggi criptati provenienti da extraterrestri o da spie sovietiche, o la convinzione di essere l'imperatore dell'Antartide o il piede sinistro di Dio o il capo di un governo universale.  
Nell'inverno del 1959 il primo segno visibile della malattia di Nash apparve quando aveva trent'anni ed era professore al MIT. Nash entrò nella sala professori con il New York Times in mano e dichiarò che l'articolo in alto a sinistra della prima pagina conteneva un messaggio cifrato da abitanti di un'altra galassia che solo lui sapeva decifrare. I colleghi pensarono che stesse scherzando.
Mentre era al MIT, Nash subì l'influsso della caccia alle streghe nel periodo maccartista, vedendo criptocomunisti ovunque. Iniziò a pensare di essere un uomo di grande importanza religiosa e a sentire voci che gli telefonavano in testa e si opponevano alle sue idee. Sua moglie Alicia decise di convincerlo a farsi ricoverare, ma al rifiuto di Nash firmò per un ricovero coatto. Nash fu ricoverato per la prima volta nel 1959 a Belmont, nelle vicinanze di Boston, presso la clinica privata McLean Hospital, collegata alla Harvard Medical School. Dopo un'anamnesi molto accurata, arrivò la diagnosi di schizofrenia paranoide e fu trattato con clorpromazina. Nash era convinto di essere un prigioniero politico e voleva scappare.
Dopo le dimissioni dal suo posto di professore al MIT, si recò in Svizzera e Francia.
Nel 1961 Nash fu ricoverato per la seconda volta presso l'ospedale statale Trenton State Hospital nel New Jersey e sottoposto cinque giorni a settimana per sei settimane consecutive allo shock insulinico. Questo ricovero creò una frattura tra John e Alicia, che culminò nel divorzio nel 1962.
Nel 1963 Nash fu ricoverato per la terza volta presso la Carrier Clinic, a Belle Meade.
Dal 30 marzo 1964, a Princeton, Nash fu ricoverato per la quarta volta presso la Carrier Clinic, sottoponendosi a un trattamento psicoterapeutico con il dottor Howard Mele, da affiancare alla clorpromazina. Era la prima volta che Nash accettava di farsi curare ambulatorialmente. Mele pensava che relazioni positive più le terapie facessero meraviglie e contribuì ad avviare Nash a rapporti con altre persone. La degenza durò sette mesi.
Nel mese di aprile 1964 John Milnor propose a Nash di insegnare provvisoriamente nella primavera.
Nel 1969, in Virginia, Nash fu ricoverato per la quinta volta presso il DeJarnette State Sanatorium di Stauton, in seguito a un periodo di due anni e mezzo vissuti nella sua città natale di Roanoke insieme alla madre Virginia e alla sorella Martha.
Qualche ex collega di Princeton e del MIT aiutò Nash con lavori su progetti di ricerca, anche se molto spesso Nash non accettava aiuto. Lloyd Shapley, professore alla UCLA, negli anni settanta riuscì a fargli ottenere un premio in denaro di matematica. C'erano altre forme di aiuto, come dare a Nash l'accesso ai computer universitari o ricordarsi di invitarlo ai seminari di vecchi amici.
Dopo alcuni spostamenti, nel 1970 Nash tornò al fianco della moglie Alicia e si risposarono nel 2001. Nash dichiarò di non aver più fatto uso di farmaci antipsicotici a partire dal 1970. Dopo lunghi travagli, imparò a gestire i sintomi, ottenendo la loro totale remissione e quindi la sostanziale guarigione all'inizio degli anni novanta, quando le crisi sembrarono cessare.
Nash poté tornare al suo lavoro con maggiore serenità, integrandosi nel sistema accademico internazionale e imparando a dialogare e a collaborare con altri colleghi. Il simbolo di questa rinascita fu nel 1994 il conferimento del premio Nobel per l'economia, attribuitogli per i suoi contributi giovanili all'applicazione della teoria dei giochi non cooperativi all'economia, il cui concetto basilare è dato dall'equilibrio di Nash.

### La morte
John Nash morì con la moglie Alicia il 23 maggio 2015 a ottantasei anni, in un incidente stradale nel New Jersey. Nash era in taxi presso l'aeroporto di Newark di ritorno dalla Norvegia dove si era recato per ritirare un prestigioso premio matematico, l'Abel Prize.

## Filmografia

### A Beautiful Mind
Il film A Beautiful Mind (2001) del regista statunitense Ron Howard, vincitore di quattro Golden Globe e di altrettanti Oscar (miglior film, miglior regia, miglior sceneggiatura non originale e miglior attrice non protagonista a Jennifer Connelly per il ruolo di Alicia Nash), narra, romanzandola e omettendo i particolari più spiacevoli, la vita di John Nash, interpretato da Russell Crowe.
La trama è parzialmente tratta dall'omonima biografia di Sylvia Nasar, edito in Italia col titolo Il genio dei numeri - Storia di John Forbes Nash Jr., matematico e folle, che condisce la biografia di Nash con una miriade di dettagli, raccolti da matematici che lo hanno conosciuto e dallo stesso Nash. Il film è dunque una rivisitazione in chiave cinematografica della vita di Nash, focalizzata su alcuni punti descritti in modo non sempre accurato. Per esempio, nel film il protagonista ha allucinazioni visive (l'agente governativo e i suoi laboratori, il compagno di camera e sua nipote) che Nash non ha avuto; mancano i riferimenti ai rapporti sentimentali di Nash prima del matrimonio (il figlio avuto da una relazione e l'arresto per incontri omosessuali); non si cita il decennio di separazione (con divorzio) dalla moglie. Nel film Nash continua la terapia farmacologica a base di antipsicotici atipici anche dopo il 1970. Nash riteneva che questa scelta degli sceneggiatori fosse stata motivata dal timore di trasmettere il messaggio che un genio schizofrenico avrebbe potuto interrompere la terapia anche in assenza di una remissione dei sintomi. 
Inoltre, come rilevò lo stesso Nash in un'intervista che fu poi ripubblicata in italiano in un testo edito da La Repubblica sui grandi filosofi e matematici di tutti i tempi, il film lo mostra mentre pronuncia un discorso alla premiazione del Nobel, frasi che egli dichiarò di non aver mai pronunciato perché, a differenza della cerimonia degli Oscar, nella cerimonia del Nobel non è usuale né obbligatorio farlo, occasione per cui Nash rammentò allora di aver taciuto.